# Lehkovodní reaktor
Lehkovodní reaktory (LR) jsou nejvíce rozšířeným typem jaderných reaktorů na celém světě. Jedná se o heterogenní tepelný reaktor pracující s tepelnými neutrony. Jako moderátor neutronů je zde použita obyčejná lehká voda, která se využívá zároveň jako chladivo. Ve světě jsou provozovány energetické i výzkumné lehkovodní reaktory.

Schematický princip tlakovodního reaktoru

Schematický princip varného reaktoru

K lednu 2018 bylo na světě provozováno celkem 449 jaderných energetických reaktorů, přičemž lehkovodních reaktorů je 367 (započteny tlakovodní (291) a varné reaktory (76)). Energetické lehkovodní reaktory existují ve dvou základních typech – tlakovodní reaktory a varné reaktory. Návrhem lehkovodních reaktorů IV. generace jsou super kritické vodní reaktory.

## Historie
Objevem štěpení v roce 1938 Otto Hahnem a Fritzem Strassmannem odstartovala jaderná éra rozvoje jaderné fyziky. První jaderný reaktor uvedl do provozu Enrico Fermi 12. prosince 1942 – reaktor CP-1 (Chicago Pile -1).
První lehkovodní reaktory neexperimentálního využití byly vyvinuty jako zdroj energie pro vojenské ponorky, z důvodu kompaktnosti aktivní zóny. Pro pohon ponorek byly vyvinuty tlakovodní reaktory, první ponorka s jaderným pohonem byla USS Nautilus SSN-571. Po zvládnutí vývoje byly projekty tlakovodních reaktorů zpřístupněny pro průmyslové využití a první jaderná elektrárna s tlakovodním reaktorem byla spuštěna v roce 1957 ve Spojených státech amerických (USA) – Shippingport o elektrickém výkonu 100 MW. Vývoj tlakovodních reaktorů probíhal paralelně jak v USA tak v bývalém Sovětském svazu (SSSR) (s mírným zpožděním oproti USA). Sovětské tlakovodní reaktory bývají označovány pomocí ruské zkratky VVER (водо-водяной энергетический реактор – vodo-vodní energetický reaktor). První elektrárna s tlakovodním reaktorem v SSSR – Novovoroněžská 1, byla spuštěna v roce 1964 a měla elektrický výkon 210 MW.
Vývoj varných reaktorů probíhal pouze v USA – program BORAX. Po základních experimentech a vyvrácení obav z produkce páry přímo v aktivní zóně reaktoru (pokusy byly prováděny na experimentálním varném reaktoru EBWR)  se v roce 1960 uvedla do provozu první elektrárna s varným reaktorem Dresden-1.

## Konstrukce
Energetický jaderný reaktor, ve kterém se uvolňuje tepelná energie díky štěpení jaderného paliva, se skládá z jaderného paliva, moderátoru, systému odvodu tepla – chladiva, reflektoru, systému řízení reaktoru a bezpečnostních systémů.

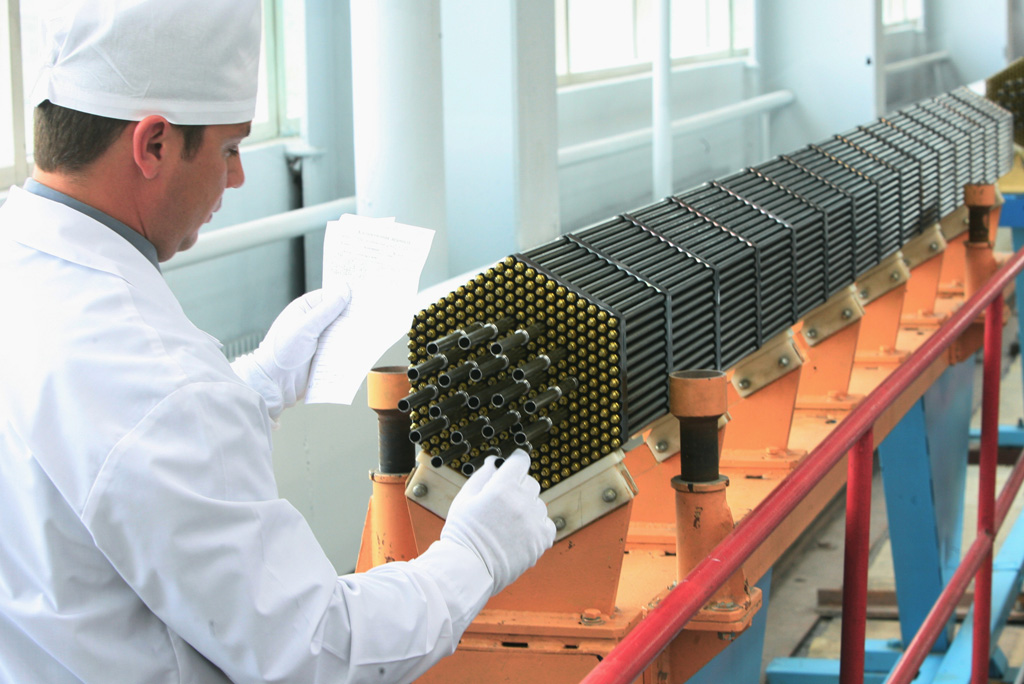
Jaderné palivo s trojúhelníkovou mříží pro tlakovodní reaktory VVER

Jaderné palivo je nejčastěji ve formě palivových tyčí, které se seskupují do tzv. palivového souboru. Palivové soubory mohou být konstruovány v různých geometriích – západní koncepce reaktorů využívá čtvercové mříže, východní koncepce trojúhelníkové mříže. Každá z těchto geometrií má své výhody a své nevýhody. Vzhledem k tomu, že vývoj varných reaktorů probíhal pouze v USA, využívají pouze čtvercovou mříž. Palivo pro varné reaktory má obálku, která slouží k lepšímu odvodu tepla z aktivní zóny. Palivem je nejčastěji obohacený uran s obsahem izotopu uranu 235 od 2% do 5%, lze však využít i MOX palivo či plutoniové palivo.
Moderátorem je zde obyčejná lehká voda. Moderátor je látka, která intenzivně zpomaluje neutrony vzniklé při štěpení – tzv. rychlé neutrony na neutrony tzv. tepelné – neutrony, které mají tepelnou energii (od 0,002 eV do 0,5 eV). Pro použití v reaktoru je nutné vodu demineralizovat – daná voda je zhruba 1000× čistší než destilovaná voda. Lehká voda zde kromě moderace plní i funkci chladiva, které proudí aktivní zónou reaktoru a ohřívá se. V tlakovodních reaktorech se teplo z ohřáté vody následně předává v parogenerátorech do páry sekundárního okruhu, která poté pohání parní turbínu.
Ve varných reaktorech dochází k tvorbě páry přímo v aktivní zóně.
Systémem řízení reaktoru se rozumí bezpečnostní a regulační orgány, vyhořívající absorbátory a rozpustné absorbátory. Regulační a bezpečnostní orgány – řídící a bezpečnostní tyče slouží k řízení a zastavení štěpné řetězové reakce v reaktoru. Během provozu jsou bezpečnostní tyče zcela vysunuty mimo aktivní zónu s palivem, regulační tyče slouží k změnám výkonu – v praxi bývají zhruba ve 2/3 své výšky. U varných reaktorů se regulační tyče i bezpečnostní tyče zasunují zespodu reaktoru, protože v horní části reaktoru jsou separátory páry a další konstrukční součásti reaktoru. Vyhořívající a rozpustné absorbátory se používají pro potlačení kladného přebytku reaktivity při zavezení čerstvého paliva. Společně s vyhoříváním paliva, které tvoří kladnou zásobu reaktivity, vyhořívají i absorbátory, které tvoří zápornou zásobu reaktivity. Pokud bychom nevyužívali těchto absorbátorů, nebylo by možné reaktor provozovat po dobu 12 a více měsíců při vysokých výkonových parametrech – neměli bychom dostatek paliva v reaktoru. Jako rozpustný absorbátor se u tlakovodních reaktorů používá kyselina trihydrogen boritá, u varných se rozpustných absorbátorů standardně nevyužívá. Jako vyhořívající absorbátor se používají nejčastěji materiály jako oxid gadolinitý Gd2O3, oxidy hafnia či bór.